# Come On, Come In
«Come On, Come In» — песня американской хард-рок-группы Velvet Revolver, которая вошла в саундтрек к супергеройскому фильму 2005 года «Фантастическая четвёрка». 21 июня 2005 года в США состоялся её релиз в формате промо-сингла. «Come On, Come In» достигла 14-го места в американском чарте Billboard Hot Mainstream Rock Tracks. Вокалист Скотт Уайланд написал текст к ней, а также участвовал в создании музыки, наряду с другими членами группы. За продюсирование отвечали Дуглас Грин и Ник Раскулинец. Уэйн Айшем срежиссировал клип на песню, который пополнил дополнительные материалы DVD-издания «Фантастической четвёрки».

## Трек-лист
1. «Come On, Come In» — 3:50

## Создатели

### Velvet Revolver
- Скотт Уайланд — вокал, продюсирование
- Слэш — соло-гитара, продюсирование
- Дафф Маккаган — бас-гитара, продюсирование
- Мэтт Сорум — ударная установка, продюсирование
- Дэйв Кушнер — ритм-гитара, продюсирование

### Другие создатели
- Дуглас Грин — продюсирование
- Ник Раскулинец — продюсирование
- Майк Браун — звукозапись
- Дэйв Доннелли — мастеринг